# Albert Russell
Albert Russell (2 de agosto de 1890 - 4 de março de 1929) foi um cineasta e ator de cinema estadunidense da era do cinema mudo, que dirigiu 18 filmes, além de atuar em 5 e escrever 5 roteiros, entre 1912 e 1923.

## Biografia

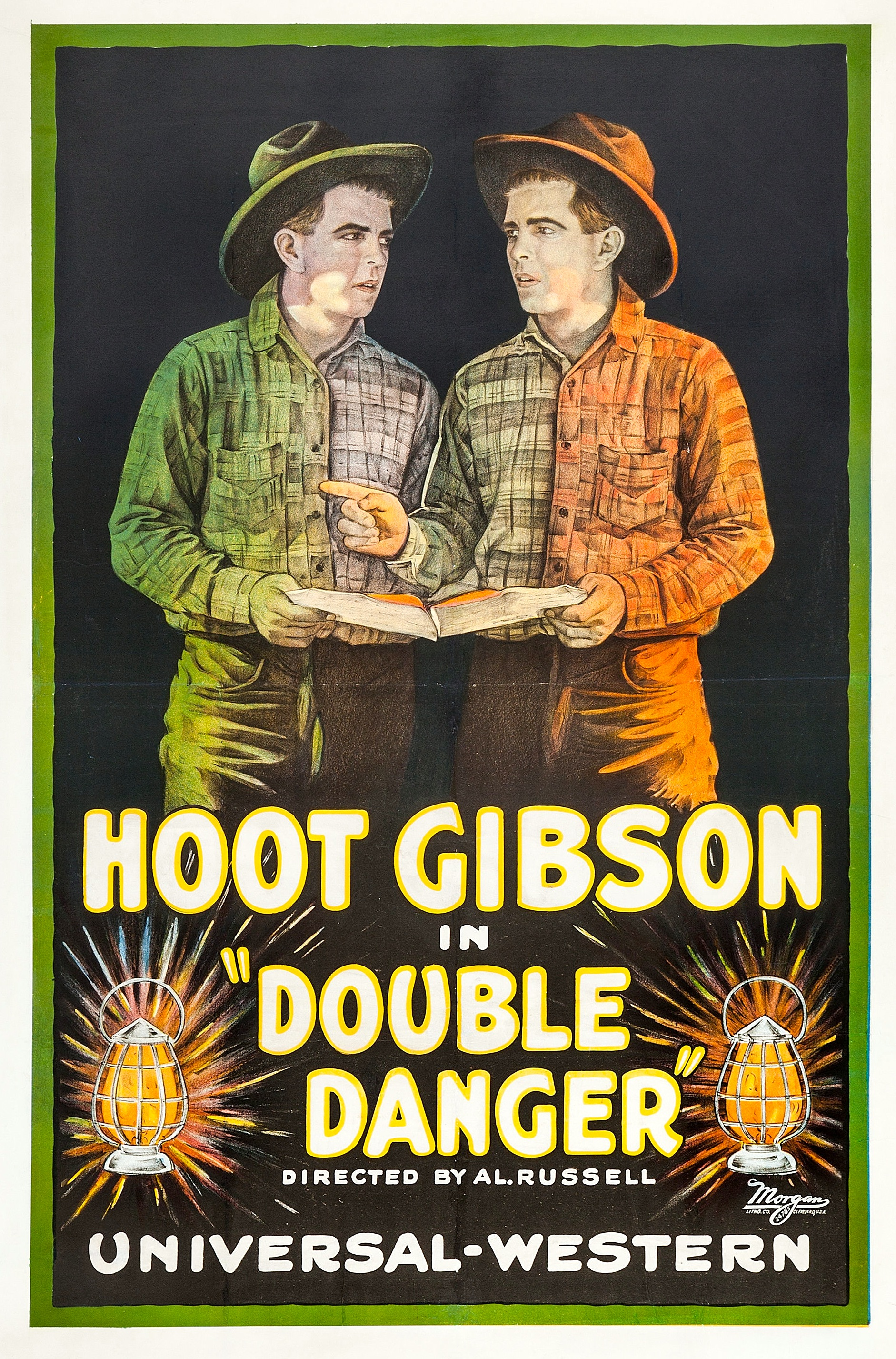
Cartaz do filme Double Danger, de 1920, estrelado por Hoot Gibson e dirigido por Albert Russell.

Irmão do ator William Russell, dedicou-se mais à direção cinematográfica. Albert nasceu em Nova Iorque, e começou sua carreira como ator, sendo seu primeiro filme o curta-metragem The Forest Rose, em 1912.[carece de fontes?] Em 1916, começou a escrever roteiros e em 1919, passou a dirigir filmes, sendo sua primeira direção (co-dirigindo com Jack Wells) o seriado The Lion Man, para a Universal Pictures, sob o crédito Al Russell.
Também co-roteirizou seriados tais como The Moon Riders, em 1920, e The White Horseman, que também dirigiu, em 1921, ambos para a Universal. Lone Fighter, para a Sunset Productions, em 1923, foi seu último filme.
Foi casado com a atriz Vola Vale. Faleceu em 4 de março de 1929, duas semanas após a morte do irmão William Russell, que morrera em 18 de fevereiro, ambos por pneumonia.

## Filmografia parcial
- The Lion Man (1920, direção)
- Fight It Out (1920, direção)
- The Moon Riders (1920, roteiro) [carece de fontes?]
- The White Horseman (1921, roteiro e direção)
- The Secret Four (1921, direção)
- The Verdict (1922, direção)
- A Treacherous Rival (1922)
- Lone Fighter (1923, direção)